# Stropkov
Stropkov (Hongaars: Sztropkó) is een Slowaakse gemeente in de regio Prešov, en maakt deel uit van het district Stropkov. Stropkov telt 10.822 inwoners. De gemeente bestaat naast Stropkov uit de dorpen Bokša (sinds 1964) en Sitník.

## Geschiedenis
Stropkov werd voor het eerst in 1404 genoemd als Stropko. Onbetrouwbare bronnen noemen soms het jaartal 1245, maar dit wordt wetenschappelijk weerlegd.

## Geboren
- Ľuboš Micheľ (1968), voetbalscheidsrechter
- Jozef Kožlej (1973), voetballer
- Ľubomír Reiter (1973), voetballer
- Marek Špilár (1975), voetballer

Baňa · Breznica · Breznička · Brusnica · Bukovce · Bystrá · Bžany · Duplín · Gribov · Havaj · Chotča · Jakušovce · Kolbovce · Korunková · Kožuchovce · Krišľovce · Kručov · Krušinec · Lomné · Makovce · Malá Poľana · Miková · Miňovce · Mrázovce · Nižná Olšava · Oľšavka · Potoky · Potôčky · Soľník · Staškovce · Stropkov · Šandal · Tisinec · Tokajík · Turany nad Ondavou · Varechovce · Veľkrop · Vislava · Vladiča · Vojtovce · Vyškovce · Vyšná Olšava · Vyšný Hrabovec